# خمنوا معي
خمنوا معي هو العدد الخامس من سلسلة الأعداد الخاصة الصادرة عن المؤسسة العربية الحديثة للمؤلف أحمد خالد توفيق وهو يقدم نجمة سلسلة فانتازيا عبير عبد الرحمن كبطلة في رواية غير مسبوقة من نوعها .

## فكرة العدد
هذه الرواية أشبه بمسابقة تلفزيونية حيث يمر عبير عبد الرحمن بعدد من الروايات الشهيرة وعلى القارئ تخمين اسمها من بين 112 رواية يعطي اسمها في بداية الكتيب . والهدف هو الوصول إلى الرواية «المفتاح» وتكوين الكلمات حتى يصل القارئ إلى عنوان البريد الإلكتروني و إرسال حل اللغز للكاتب .

## الحل
لا نعرف الإجابة . لكن هذا استعراض موجز لقائمة القصص التي وردت في الرواية :
1.قنديل أم هاشم بقلم يحي حقي .
2.ابنة الحظ بقلم ايزابيل اللندي .
3.التفاحة والجمجمة بقلم محمد عفيفي .
4. العطر بقلم باتريك سازكيند .
5.الصقر المالطي بقلم داشييل هامييت .
6.يوميات مصاص الدماء بقلم آن رايس .
7.شيء ما شرير في هذا الطريق ياتي بقلم راي برادبوري.
8.واحة الغروب بقلم بهاء طاهر .
9.الذي اقترب فراى بقلم علاء الأسواني .
10.نفوس معقدة بقلم روبرت بلوخ .
11.رجل المائتي عام بقلم ايزاك اسيموف .
12.دعاء الكروان بقلم طه حسين .
13.الأبله بقلم ديستوفيسكي .
14.بيت من لحم بقلم يوسف إدريس .